# ONE MORNING朝7時20分枠のコーナー番組
本項目では、2019年4月1日よりTOKYO FM製作でJFN38局フルネット（Aラインプログラム）で生放送されている情報番組『ONE MORNING』のうち、7時20分から放送されるスポンサー付きコーナー番組について触れる。
なお、当該枠で放送されているニュースコーナー『ONE MORE NEWS』についてはその項を参照。

## 概要
『中西哲生のクロノス』・『速水健朗のクロノス・フライデー』時代までは、当該枠を含めた7時台のフルネット枠が月曜 - 金曜を通して放送されていた。
このうち、当該枠は『東京海上日動 By Your Side』までは一社提供によるスポンサー付きコーナーとして放送されたが、2010年4月3日より放送の『追跡! -Today's Focus-』は基本的にノンスポンサーで、その日に知っておくべき情報や社会問題をパーソナリティ（ゲストが登場する場合あり）が伝える形を取っていた。
ただし、『追跡!』では曜日によってスポンサーがつく場合があり、後述で触れる『JA共済 presents なるほど!交通安全』はこの当時から現在まで続いているコーナーとなっている。
『ONE MORNING』スタート後、当該枠は月曜 - 木曜でノンスポンサーの『ベスト3総研』→『ONE MORE NEWS』と金曜のスポンサー付きコーナー『なるほど!交通安全』とコーナー番組が分かれることになった。2021年4月以降は、金曜以外にもスポンサー付きコーナーが登場するようになった。

## コーナー番組
ここでは、時系列ごとにスポンサー付きコーナー番組を取り上げることにする。

### 現行

#### JA共済 presents なるほど!交通安全
2015年4月2日より開始したコーナーでJA共済の一社提供。『ONE MORNING』の当該枠コーナー番組では唯一『クロノス』時代から放送されている。
『クロノス』時代は『追跡!』の木曜に放送されたが、『ONE MORNING』がスタートしてからは金曜に単独コーナーとして放送されている。
自動車・自転車、歩行者の交通ルールや道路事情など交通安全に関する最新のトピックスを専門家のコメント（事前収録）を交えながら分かりやすく紹介している。
このコーナー終了後に流れるJA共済のCMはパーソナリティーのユージが交通安全の大切さを訴える内容となっている。2024年3月までのコマーシャルは過去に長女を交通事故で亡くした風見しんごが出演し、自らの経験談を交えながら交通事故の恐ろしさ・交通安全の大切さを訴える内容となっていた。

#### 食と農を未来へつなぐ
2021年4月7日より開始した水曜日のコーナーでJA全農の一社提供。コーナー開始当初は『#農家の皆さんありがとう』のタイトルで放送され、2022年4月5日に現行のタイトルへ改題されて現在に至っている。
当該コーナーのタイトルは、JA全農の社会や環境に対するコーポレートスローガンから名づけられている。
農業にまつわる最新の動きや、農業から学べる生活の知恵を紹介しながら『食と農の未来』について考える内容となっている。また、月に一度はアスリートによるパワーフードを紹介している。

#### メットライフ生命 presents マイ マネーハック
2022年8月1日より開始した月曜日のコーナーでメットライフ生命の一社提供。12月26日に一旦終了した後、2023年4月3日から9月25日までSEASON2として、2024年1月1日からSEASON3として放送している。
ニュースや身近な話題をきっかけに、この時代に合った豊かな人生を迎えるための幅広い金融知識（マネーハック）をファイナンシャルプランナーとともに学ぶ内容となっている。また、SEASON2以降はリスナーからのお金にまつわる質問や悩みに答えたり、お金にまつわるクイズも出題している。

### 過去

#### BMW DISCOVER YOUR JOY
2023年2月2日から10月26日まで木曜日に放送したコーナーでBMWの一社提供。他のコーナー番組と異なり、こちらではリスナーから寄せられた絶景のドライブスポットの紹介（採用された場合にはQUOカードをプレゼント）とともに、ドライブの時間をともにするお気に入りの音楽を紹介した。

#### みんなでつくるプレイリスト
2023年10月3日から12月26日まで火曜日に放送したコーナーで、KDDI（沖縄県を除く）/ 沖縄セルラー（沖縄県のみ）の一社提供（auスマートパスプレミアムミュージック名義）。

## 出演者

### パーソナリティ
『クロノス』及び『ONE MORNING』も参照

#### 現行
- ユージ（2021年4月 - ）
- 吉田明世（2021年4月 - ）

#### 過去
- 中西哲生（2015年4月 - 2019年3月）
- 高橋万里恵（2015年4月 - 2018年3月）
- 綿谷エリナ（2018年4月 - 2019年3月）
- 鈴村健一（2019年4月 - 2019年9月）
- ハードキャッスル エリザベス（2019年4月 - 2021年3月）
- 山崎樹範（2019年10月 - 2021年3月）

### レギュラー出演

#### 過去
- 田中香津奈 - 『マイ マネーハック』SEASON1に出演。出演時は『かづな先生』の名義で登場した。